# VIP Magazin
VIP Magazin este o revistă din Republica Moldova, apărută pentru prima dată în 2004. Revista are și un show TV cu același nume la Pro TV Chișinău, din 2007.